# Dřevohostice
Dřevohostice là một chợ huyện thuộc huyện Přerov, vùng Olomoucký, Cộng hòa Séc.